# Certificado de Proficiência em Inglês
Certificado de Proficiência em Inglês (do inglês Certificate of Proficiency in English - CPE) é o exame de maior nível linguístico (nível C2 do quadro europeu de referência para línguas) emitido pela Universidade de Cambridge que atesta a proficiência em língua inglesa. Isto é, um nível altamente avançado de pleno domínio do idioma em situações reais de comunicação para falantes não-nativos.
O nível C2 é descrito como "a capacidade de lidar com material de nível acadêmico ou cognitivamente exigente e de usar a linguagem em um nível de desempenho semelhante ou superior a de um falante nativo".
Este certificado está no nível acima do Certificate in Advanced English (CAE), de nível avançado. É reconhecido por universidades no Brasil e no exterior como comprovante de um pleno domínio da língua inglesa.